# ウヴェ・ローゼンベルク

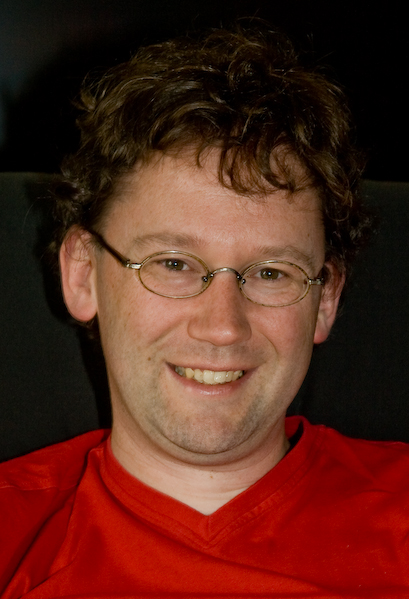
ウヴェ・ローゼンベルグ

ウヴェ・ローゼンベルク（Uwe Rosenberg, 1970年3月27日 - ）は、ドイツのボードゲームデザイナーである。1997年に発表した「ボーナンザ」のヒットにより知られるようになり、その後も「アグリコラ」などのヒット作を発表し、世界的な人気を博している。   
ローゼンベルクはドイツのアウリッヒで生まれ、12歳の頃からゲームの開発などを始めた 。大学在学中に「ボーナンザ」を発表した。ローゼンベルクは2005年以来、「アグリコラ」に代表されるようなワーカープレイスメントと呼ばれるシステムのゲームを多く発表している。    

## ゲーム
主な作品
- ボーナンザ （1997）
- バーゲン・ハンター （1998）
- クランカー （1999）
- マンマミーア! （1999）
- バベル （2000）
- バリ （2001）
- イエローストーンパーク （2003）
- ソレミーオ！ （2004）
- ノッティンガム （2004）
- アグリコラ （2007）
- ル・アーブル （2008）
- 洛陽の門にて （2009）
- メルカトル （2010）
- 祈り、働け （2011）
- アグリコラ～牧場の動物達～ （2012）
- ル・アーブル：内陸港 （2012）
- ファマラマ （2012）
- カヴェルナ （2013）
- グラスロード （2013）
- パッチワーク （2014）
- アルルの丘 （2014）
- ヘンギスト （2015）
- オーディンの祝祭 （2016）
- コテージガーデン （2016）
- ボーナンザ：対決 （2016）
- カヴェルナ：洞窟対決 （2017）
- ヌースフィヨルド （2017）
- インディアンサマー （2017）
- レイクホルト （2018）
- スプリングメドウ （2018）
- ロクスレイのロビン（2019）
- ノヴァルナ（2019）
- セカンド・チャンス（2019）
- フェアリー・トレイルズ（2020）
- サガニ（2020）
- ニューヨーク・ズー（2020）
- ハラータウ（2020）
- オラニエンブルガー運河（2022）
- アティワ（2022）